# ジャングルポケット (お笑い)
ジャングルポケットは、吉本興業（東京吉本）所属のお笑いグループ。NSC東京校12期生。2006年の結成から2024年9月まではおたけ、太田博久、斉藤慎二のトリオとして活動していたが、2024年10月からは斉藤の契約解除に伴い実質的におたけと太田のコンビで活動することとなった。略称は「ジャンポケ」。

## メンバー
おたけ（1982年〈昭和57年〉12月2日 - ）（42歳）
本名および旧芸名：武山 浩三（たけやま こうぞう）。
小ボケ（時にツッコミ担当）。2015年から研究生。東京都中央区出身。
身長172センチメートル、体重68キログラム、血液型AB型。
東京都立忍岡高等学校卒業。元は美容師であったが廃業してお笑い界へ。斉藤の髪型は彼がセットしている。
実家は月島でもんじゃ焼き屋『竹の子』（武山の子供→竹の子）を営んでおり、おたけが2023年3月に経営を継いだ。
そのもんじゃ屋の上にタワーマンションが建つことになった。これに伴い新しいテナントと上層階の部屋を買う権利を得た。これらを手にできた秘訣については「立ち退きのはんこをすぐに押さないこと」と話した。また1000円以下のもんじゃは原価が100円もかかっていないため経営状況は厳しくないという。
喫煙者。
2014年9月17日のインターネット番組『よしログ』（GYAO）にて、かねてから示唆していた『おたけ』に改名することを発表し、9月24日付けで改名。ただし改名後もコント内では本名で呼ばれていることが多い。
以前に『セミ』というバンドを組んでいた。パートはボーカル＆カスタネット。
「おたけサイコッチョー」という持ちギャグがあり、番組で披露したり自身のTwitterの最後に書かれることが多いが、所謂すべり芸でありウケたことはない。
以前から放送作家やマネージャーから、おたけを外して斉藤・太田によるコンビでやっていくことを勧められるほどポンコツ。しかし過去に数回おたけを外そうとした時、いずれもなにかしらのチャンスが舞い込むという（『爆笑レッドカーペット』のオーディションに初めて合格する、斉藤が『金曜★ロンドンハーツ』（テレビ朝日）のドッキリに出演するなど）。2015年、おたけをクビにしよう会議が開かれ研究生として残ることが決定した。
2018年8月20日、約6千人の中から6次審査まである吉本坂46の最終オーディションに合格し、メンバー（1期生）に選ばれる。
2019年4月30日に7年間付き合っていた彼女にプロポーズし成功した（その模様が5月21日放送の『ロンドンハーツ』内で放送された）。2021年3月31日、この女性と2年間の「熟成の期間」を経て結婚した。
2023年に斉藤に騒動が起きた際には、所属事務所とメンバー全員の話し合いの末に、スケジュールなどの都合から、なぜかおたけだけが坊主にすることになった。

太田 博久（おおた ひろひさ、1983年〈昭和58年〉12月10日 - ）（41歳）
大ボケ兼（時にツッコミ・ネタ作り担当）、リーダー。愛知県豊田市出身。
身長167センチメートル、体重61キログラム、血液型AB型。
愛知産業大学三河高等学校を経て愛知大学卒業。大学卒業後は地元の企業へ就職が決まっていたが「このままで終わりたくない」という気持ちがあったことと「東京へ出て来たい」という気持ちから上京した。
特技は柔道（段位・二段）で高校時代、柔道男子60kg級で愛知県優勝を達成。現在も吉本の柔道イベント「よしもと柔道クリエイティ部」及び『炎の体育会TV』（TBSテレビ）での柔道対決企画に度々出演している。
レスリングも上手い。特に『炎の体育会TV』の企画で頭角を現しており、2017年1月に開催された全日本マスターズレスリング選手権フレッシュマンズの部58kg級で優勝、日本代表として国際大会に出場する権利を獲得。2018年の同大会同階級で2連覇を達成している。
安達健太郎（元・カナリア）がプロデュースするアイドルグループ「Adachilds」に所属していた。愛称「むっくん」(デビュー当初、太田の体型が多方面から”ずんぐり「むっく」り”と言われていたことに由来）。
2010年夏開始から2013年初夏に解消するまで1期上のじろう（シソンヌ）、近藤裕希（元バース、現在は引退）、松尾駿（チョコレートプラネット）と渋谷区幡ヶ谷にて同居（じろうは先に3人が同居を開始したところに途中から転がり込んだ）を経験。なお近藤とは同じ愛知県出身者同士、松尾とは『パワー☆プリン』（TBSテレビ）のレギュラー同士でもあった。
2015年9月5日、2年の交際を経てモデルの近藤千尋と結婚。2017年5月4日に第1子女児、2019年10月31日に第2子女児、2024年8月26日に第3子女児が誕生した。
妻の近藤と2019年1月6日放送『新婚さんいらっしゃい!』（テレビ朝日）に出演した。
妻の近藤とマタニティ雑誌『たまごクラブ』（2019年10月、ベネッセコーポレーション）の表紙に登場。

### 元メンバー
斉藤 慎二（さいとう しんじ、1982年〈昭和57年〉10月26日 - ）（42歳）

主にツッコミ（たまに大ボケ担当）。千葉県八千代市出身。2024年9月20日より活動休止し、同年10月7日に自身の不祥事により吉本興業との契約が解除される。2025年3月26日、東京地検から不同意性交と不同意わいせつの罪で在宅起訴される。

## 略歴
NSC東京校12期に入校したおたけ、太田博久、斉藤慎二の3人はNSCではいわゆる落ちこぼれのクラスにおり、その中で少々目立っていた存在であった。NSC卒業前の飲み会の席で、当時互いにコンビが解散したばかりのおたけと太田でコンビ結成の話をしている際に、当時すでにコンビを組んで実力を発揮していた斉藤が入ってきて「お笑いのデカい山を動かしますか」と言ったことがきっかけでお笑いトリオ・ジャングルポケットを結成。太田は当初斉藤と組むことに迷いがあったが、斉藤は太田の声の大きさに惹かれたという。
トリオ名の由来は競走馬の『ジャングルポケット』（2001年東京優駿・ジャパンカップ優勝馬）からであり、略して「ジャンポケ」となるのが可愛いことから。競馬好きのおたけが、単に「その当時活躍していた馬だから」という理由で命名したが、後日競馬好きのファンから「ジャングルポケットが府中巧者（東京競馬場を得意とした馬）であることから、『東京では負けない』という思いを込めてこの名前にしたのですか？」と指摘され、以後インタビューではそのように答えるようになった。
トリオ時代の劇場出番の際の出囃子は「愚零闘武多協奏曲（グレート・ムタの入場テーマ曲）」。
2009年、吉本若手芸人で構成されたユニット『東京ワン・ダース』のメンバーとなる。そのほかメンバーはチョコレートプラネット・井下好井・タモンズ・渡辺直美・メメ。
2009年と2010年の2年連続で東日本学園祭キングとなった。『爆笑レッドカーペット』で行われた第2回知名度調査では「ワースト1位」を記録した。
2024年9月より斉藤が活動休止し、同年10月には不祥事により吉本興業との契約が解除される。斉藤の契約解除をもって、おたけと太田はコンビとして活動していくことを決める。おたけは「（斉藤が）解雇になった翌日から、彼のことは正直忘れました」と話す一方で、太田は「友人という側面は変わらない」として契約解除後も連絡を取っている。斉藤の将来的な復帰について太田は「もちろんそれは全然ゼロじゃない」と話し、おたけは「力は本当にあるから、どういう形でかは分かんないけど、はい上がって来てほしい」と話した。

## 芸風

### トリオ時代
主にコント。居酒屋やコンビニエンスストアなど店の設定が多く、斉藤がちょっとしたこと（1円玉を拾った、バーゲンセールの広告が来た、セミがベランダで死んでいたなど）を大げさに言い、太田も徐々に同じノリで大げさに答えておたけがツッコむパターンが多かった。また斉藤がツッコミに回り、2人のボケに振り回されるパターンもあった。斉藤がミュージカルのように歌いあげるシーンも見られた。基本的に太田は、斉藤の演じる個性的なキャラクターに合わせたあらゆるシチュエーションのコントを作っていた。
AGE AGE LIVEなどでは漫才を行うこともあった。立ち位置は右から斉藤、おたけ、太田。その場合に斉藤がツッコミを担当するものもあった。

### コンビ時代
コンビとしての活動以降は漫才にも挑戦する意向を明かした。

## 賞レースでの戦績

### キングオブコント
- 2008年 - 2回戦進出
- 2009年 - 準決勝進出
- 2010年 - 準決勝進出
- 2011年 - 準決勝進出
- 2012年 - 準決勝進出
- 2013年 - 準決勝進出[26]
- 2014年 - 準決勝進出[27]
- 2015年 - 決勝4位[28]
- 2016年 - 決勝2位[29]。 1stステージをライスと共に1位タイで折り返すが、Finalステージでそのライスに僅差で競り負け、無念の2位に終わる。
- 2017年 - 決勝4位[30]
- 2018年 - 準決勝進出[31]
- 2020年 - 決勝5位
- 2021年 - 準決勝進出。斉藤慎二の新型コロナウイルス後遺症のため出場辞退[32][33]。
- 2022年 - 準決勝進出[34]
- 2023年 - 準決勝進出[35]

### M-1グランプリ
2006年結成であるため2021年まで本来ならば出場権はあったが、2015年を最後に出場しなくなっていた。
- 2007年 - 2回戦進出
- 2008年 - 3回戦進出
- 2009年 - 準決勝進出
- 2010年 - 準々決勝進出（予選30位）
- 2015年 - 準々決勝進出[36]

### THE MANZAI
- 2011年 - 2回戦進出
- 2012年 - 認定漫才師
- 2013年 - 2回戦進出
- 2014年 - 認定漫才師

### その他
- 2020年 - 歌ネタ王決定戦 決勝9位（敗者復活）

## 出演
斉藤の出演については「斉藤慎二#出演」を参照。

### テレビ
現在のレギュラー番組
- 有吉の壁（日本テレビ、不定期放送→レギュラー放送（2020年4月8日 - ））（不定期特番時代は斉藤のみ出演の回もある）
- ラヴィット!（TBS、2021年4月2日 - ）- 太田のみ金曜レギュラー

過去のレギュラー番組
- コンバットII（フジテレビ、2008年5月 - 9月）
- 333 トリオさん（テレビ朝日、2010年10月30日 - 2015年9月27日）
- パワー☆プリン（TBS、2011年10月12日 - 2013年8月30日）
- 爆笑学園ナセバナ〜ル!（TBS、2012年10月9日 - 2013年2月26日)
- ゴゴスマ（CBCテレビ、2013年4月4日 - 2015年3月26日）
- 一夜づけ（テレビ東京、2013年4月15日 - 2022年4月4日）- MC
- 噂の現場直行ドキュメン ガンミ!!（TBS）- 隔週で出演
- カウントダウン E.T（MUSIC ON! TV、2013年7月20日 - 2014年3月17日） - 太田のみ週替わり不定期で出演
- 音ボケPOPS（BS-TBS、2013年10月6日 - 2014年3月30日）- 太田のみ2014年4月27日から2015年9月20日までレギュラー続投
- 最新最速エンタメタイム CDET!（MUSIC ON! TV、2014年4月19日 - 9月15日）
- アルバイドル（NOTTV、2014年5月11日 - 9月28日）- 番組MC
- 今週のスポットライト（関西テレビ、2014年7月15日 - 9月30日）
- （仮）TV（TOKYO MX、2015年4月6日 - 9月29日）
- 男のザップ 生イキ! ジャンポケクルーズ（BSスカパー!、2016年4月14日 - 2017年6月29日）
- みんなDEどーもくん!（NHK BSプレミアム→NHK Eテレ、2018年9月2日 - 2024年3月5日）[37]
- おはスタ（テレビ東京、2019年4月8日 - 2020年3月24日）火曜日レギュラー[38][注 2]
- ジャンポケロード（群馬テレビ、2021年4月16日 - 2022年3月）- MC
- 47ランキンLIVE!（BSよしもと、2022年4月 - 2023年3月）- 週替わりMC

### ラジオ
過去のレギュラー番組
- ジャングルポケットの楽な仕事じゃないよ （FM FUJI、2014年4月5日 - 2020年9月26日） - 毎週土曜
- イマドキッ（MBSラジオ、2014年6月9日 - 2021年9月29日） - 第二部のみ出演

### 映画
- 劇場版 ウルトラマンオーブ 絆の力、おかりします!（2017年、田口清隆監督作品） - テンペラー星人バチスタの声（おたけ） / ヒッポリト星人カリストの声（太田） / ガッツ星人ドッペルの声（斉藤） 役[39]
- たまえのスーパーはらわた（2018年、上田慎一郎監督作品） - 河野（斉藤） / 小宮（太田） / 与野（おたけ） 役[40][41]
- 有吉の壁 カベデミー賞 THE MOVIE「まっぱ MAPPA」（2022年6月11日、ライブビューイングジャパン）[42] 太田、斉藤のみ

### 劇場アニメ
- 遊☆戯☆王 THE DARK SIDE OF DIMENSIONS（2016年）- 百済木の手下 役[43]
- それいけ!アンパンマン ドロリンとバケ～るカーニバル（2022年） - 町長（斉藤） / 側近A（おたけ） / 側近B（太田） 役[44]

### テレビドラマ
- 女子グルメバーガー部 最終話（2020年9月26日、テレビ東京） - 真次郎 役（太田）[45]
- お笑いインスパイアドラマ ラフな生活のススメ（2023年7月4日 - 2023年9月19日、NHK総合）[46]
- 桃色探訪〜伝説の風俗〜 第12弾（2023年8月12日、チャンネルNECO）[47]

### CM
- Cygames「グランブルーファンタジー」（2015年） ※太田のみ出演
- 日清食品「お椀で食べるシリーズ」（2020年 - 2021年）
- LINE:ディズニー ツムツム「ツムツムアカデミー」（2021年1月 - ）

### MV
- ソナーポケット「愛をこめて贈る歌」（2016年） - 太田のみ出演 [48]

### 舞台
神保町花月
- 「ソビエト」2007年9月19日 - 24日（平成ノブシコブシ班）
- 「いきるきっかけ」2009年7月28日 - 8月2日（主演）
- 「kisskisskiss2010」2010年1月6日 - 10日（平田敦子班）
- 「神保町花月×RUF×スターダストプロモーション特別公演 ダブルブッキング」2010年2月23日 - 28日
- 「ラン!ラララン!…南へ」2010年12月14日 - 19日（ニブンノゴ！班）
- 「マハラジャと太田くん」（神保町花月チャレンジ公演） 2011年2月3日 - 4日（主演）
- 「せりざわ君、キミは間違っている。他」2011年3月29日 - 4月3日（ライス班）
- 「ストロベリージャム」2011年5月9日 - 15日（LLR班）
- 「怪談愛羅武勇～I Love You,Horror Show!～」2011年8月30日 - 9月4日（アームストロング班）（3日は休演）
- 「スクールオブザデッド」2011年12月5日 - 11日（ジューシーズ班）（10日は休演）
- 「ワクワクドキドキよ～いドン!～WDYD～」2012年8月14日 - 19日（LLR班）（18日は休演）

その他
- 「愛の賛歌2009〜その男の愛を見て僕の愛は嘘臭くなる〜」2009年3月23日 - 25日（新宿シアターサンモール）

### ゲーム
- スーパー野田ゲーPARTY（2021年4月29日、Nintendo Switch） - 収録ゲーム中の「おたけさいこっちょーゲーム」におたけのみ出演

## 単独ライブ
- 「新馬戦～ジャングルポケット凱旋門への道～」2008年2月8日 （渋谷シアターD）
- 「仲良し三人組」2008年7月16日 （笹塚ファクトリー）
- 「『未勝利戦』〜原点からのスタート〜」2009年2月12日 （笹塚ファクトリー）
- 「ドバイワールドカップ」2009年9月8日 （笹塚ファクトリー）
- 「3連単」2010年2月3日 （北沢タウンホール）
- 「ケンタッキーダービー」2010年8月19日 （よしもとプリンスシアター）
- 「東海ダービー～太田凱旋レース～」2010年9月11日 （SUNSHINE STUDIO：愛知県）
- 「ルミネtheダービー～DVD収録ということで、5年間やった面白いネタをぶち込みたいと、そう思っています。～」2011年4月29日（ルミネtheよしもと）DVD収録あり
- 「金杯」2011年7月7日（よしもとプリンスシアター）2011年3月17日開催の予定だったが東日本大震災により延期された
- 「ルミネtheよしもと THE 東京優駿」2012年3月23日（ルミネtheよしもと）
- 「ルミネ THE 宝塚記念」2012年9月7日（ルミネtheよしもと）
- 「ジャングル5upポケット」2012年10月5日（5upよしもと：大阪市）
- 「ルミネtheダービー2013春!」2013年5月1日（ルミネtheよしもと）
- 「ジャングルポケット初全国ツアー パドック」（5都市）
  - 2013年7月28日（イズムホール：福岡市）
  - 2013年8月1日（今池ガスホール：名古屋）
  - 2013年8月2日（YMCAホール：広島）
  - 2013年8月9日（ルミネtheよしもと：東京都新宿区）
  - 2013年8月13日（5upよしもと：大阪市）
- 「ジャングルポケット全国ツアー パドックVol.2」（7都市）
  - 2014年4月12日（ルミネtheよしもと：東京）
  - 2014年4月29日（イムズホール：福岡市）
  - 2014年5月25日（今池ガスホール：名古屋市）
  - 2014年6月15日（5upよしもと：大阪）
  - 2014年7月21日（よしもと紙屋町劇場：広島市）
  - 2014年8月10日（ことにパトス：札幌）
  - 2014年8月19日（仙台市福祉プラザ ふれあいホール：仙台市）
  - 2014年8月30日（ルミネtheよしもと：東京都新宿区）
  - 特別追加公演 2014年9月21日（ルミネtheよしもと）DVD収録あり

## DVD
- 「ルミネtheよしもと 業界イチの青田買い2008夏」（2008年）
- ガレッジセール「GARAGE SALE HAND!!2008 城組と暁組」（2008年）※斉藤のみ
- 「ルミネtheよしもと 業界イチの青田買い2009冬」（2009年）※斉藤のみ、「渡辺直美と斉藤さん」として
- 「333（トリオさん）」［1］［2］（2011年）
- 「JUNGLE BEST POCKET」（2011年）
- 「よしログ」（2011年）
- 「陣内智則ワールドツアー in 韓国 NETAJIN」（2011年）
- 「キングオブコント2011」（2011年）
- 「パワー☆プリン DVD vol.1」（2012年）
- 「333（トリオさん）」［3］［4］（2012年）
- 「パワー☆プリン DVD vol.2」（2013年）